# Transactions, Proceedings and Report, Philosphical Society of Adelaide
Transactions, Proceedings and Report, Philosphical Society of Adelaide (abreviado Trans. Proc. & Rep. Philos. Soc. Adelaide) fue una revista ilustrada con descripciones botánicas que fue editada por la Royal Society of South Australia. Se publicaron los números 1 y 2 en los años 1877-1879. Fue  reemplazada por Transactions, Proceedings and Report of the Royal Society of South Australia.